# Fan Lake
Der Fan Lake (englisch für Schwemmkegelsee) ist ein kleiner See auf Annenkov Island in der Inselgruppe Südgeorgiens. Er wird durch Schmelzwasser gespeist. 
Im Westen wird der See durch einen namensgebenden Schwemmkegel begrenzt. Die Benennung erfolgte im Anschluss an geologische Vermessungen durch den British Antarctic Survey zwischen 1972 und 1973.